# Príncipe do Brasil
Príncipe do Brasil foi o título nobiliárquico do varão herdeiro presuntivo do trono de Portugal, entre 1645 e 1734, e do herdeiro presuntivo, independentemente do seu sexo, entre 1734 e 1817. Até sua criação, os herdeiros da coroa portuguesa tinham o título de Infante até ao reinado de João I e de Príncipe herdeiro de Portugal desde o reinado de Duarte I.

## Histórico
O título foi criado pelo rei João IV a favor do seu primogénito, Teodósio de Bragança, por meio da carta patente de 27 de outubro de 1645. 
(...) Declaro ao dito meu Filho, e aos mais Primogênitos desta Coroa, Príncipes do Brasil, para o possuírem em título somente, e se chamarem daqui em diante Príncipes do Brazil, e Duques de Bragança. 

E assim o dito meu Filho, como seus sucessores, governarão o dito Estado, logo que se lhes nomear Casa; e antes de a terem, e em quanto faltar Príncipe, a governarão os Reis, com divisão porém de Ministros, assim e da maneira que ora se governa, ou na que aos Reis, salvando a divisão, parecer melhor.
— D. João IV, Carta Patente de 27 de Outubro de 1645.

De observar que, até ao reinado de João V, o título estava reservado apenas a pessoas do sexo masculino. A filha mais velha do monarca, fosse herdeira presuntiva do trono ou não, recebia o título de Princesa da Beira.
Na sequência do nascimento da sua neta, Maria Francisca de Bragança, em 1734, João V reorganiza o sistema de títulos dos herdeiros da coroa. A partir daí, o título de príncipe do Brasil passa a ser atribuído aos herdeiros presuntivos do trono, independentemente do seu sexo. Já o título de Príncipe da Beira passa a ser atribuído ao herdeiro do príncipe do Brasil (segundo na linha de sucessão), também independentemente do seu sexo.
Já no reinado de Maria I, o então Príncipe-regente João de Bragança extinguiu o título ao elevar o principado honorífico do Brasil a reino, criando, em 1815, o Reino Unido de Portugal, Brasil e Algarves. Ele próprio, ainda como Príncipe-regente, e, depois da sua subida ao trono, o seu filho herdeiro, Pedro de Alcântara, receberam o título de príncipe real do reino unido de Portugal, Brasil e Algarves.
Pedro de Alcântara ostentou o título de príncipe real do Reino Unido até a declaração da independência do Brasil, em 1822, fundando o Império do Brasil e passando, então, a intitular-se imperador do Brasil. O título de príncipe do Brasil foi então recriado pela casa imperial do Brasil como o equivalente brasileiro do título de Infante de Portugal, sendo conferido aos filhos segundos do imperador. Já o herdeiro presuntivo do trono brasileiro recebia o título de príncipe imperial do Brasil e o primogênito deste o de príncipe do Grão-Pará.
A casa real portuguesa, por sua vez, para designar o herdeiro da coroa, passou a utilizar o título de Príncipe Real de Portugal, que existiu de facto até a proclamação da república portuguesa, em 1910 e de jure a partir de então. Com a morte do último Rei de Portugal, Manuel II, em 1932, o título passou a ser o dos pretendentes à coroa e chefes da casa real portuguesa.

## Príncipes do Brasil
Foram Príncipes do Brasil:
| Príncipe | Príncipe        | Príncipe | Período                | Período                 | Soberano | Relação com o Soberano |
| -------- | --------------- | -------- | ---------------------- | ----------------------- | -------- | ---------------------- |
| 1        | Teodósio        |          | 27 de outubro de 1645  | 15 de maio de 1653      | João IV  | Filho                  |
| 2        | Afonso          |          | 16 de maio de 1653     | 6 de novembro de 1656   | João IV  | Filho                  |
| 3        | João            |          | 30 de agosto de 1688   | 17 de setembro de 1688  | Pedro II | Filho                  |
| 4        | João            |          | 22 de outubro de 1689  | 31 de julho de 1750     | Pedro II | Filho                  |
| 5        | Pedro           |          | 19 de outubro de 1712  | 29 de outubro de 1714   | João V   | Filho                  |
| 6        | José            |          | 29 de outubro de 1714  | 31 de julho de 1750     | João V   | Filho                  |
| 7        | Maria Francisca |          | 31 de julho de 1750    | 24 de fevereiro de 1777 | José I   | Filha                  |
| 8        | José            |          | 13 de maio de 1777     | 11 de setembro de 1788  | Maria I  | Filho                  |
| 9        | João            |          | 11 de setembro de 1788 | 20 de março de 1816     | Maria I  | Filho                  |
| 10       | Pedro           |          | 20 de março de 1816    | 9 de janeiro de 1817    | João VI  | Filho                  |